# Pensée calaminaire
Viola calaminaria
Espèce
Classification phylogénétique
La pensée calaminaire (Viola calaminaria) est une espèce de plantes à fleurs de la famille des Violacées. C'est une plante herbacée vivace trouvée en Europe.

## Description
Son nom vient du fait qu’on la retrouve des sites calaminaires, c’est-à-dire des sites riches en métaux lourds, principalement en zinc. On la retrouve dans des réserves naturelles de l’est de la Belgique et d’Allemagne, régions où elle est rare et protégée, ainsi qu'en France autour de l'usine des Asturies d'Auby et à Mortagne-du-Nord.
La calamine est un nom donné à un minerai de zinc souvent composé de deux minéraux : carbonate de zinc (ZnCO3) et un silicate hydraté de zinc (Zn4(OH)2.Si2O7).
Il s’agit d’une plante dicotylée haute de 5 à 20 cm, à tige dressée et possédant des rhizomes. En ce qui concerne l’appareil reproducteur, les fleurs, à ovaire supère, sont jaunes (pâles jusqu’à jaune intense), parfois bleues. On peut retrouver des inflorescences en forme de grappe ou de fleurs solitaires. Les fleurs se situent au-dessus de feuilles allongées, étroites, ovales et vert foncé. Le diamètre longitudinal de la corolle est de 15 à 25 mm. Les pétales sont plus longs que les sépales. La fleur est zygomorphe avec 4 pétales dressés vers le haut et le cinquième dressé vers le bas. Le fruit de la pensée calaminaire est une capsule à trois loges qui explosent à maturité. La pensée calaminaire possède également des stipules. La floraison a généralement lieu de mai à juillet. La pensée calaminaire peut se reproduire par la dispersion de ses graines ou de manière végétative par ses rhizomes.

### Espèces voisines
La Viola calaminaria a longtemps été considéré comme une sous-espèce de Viola lutea, en raison de leur ressemblance morphologique. Elle tirerait son origine de l’espèce Viola tricolor, dont elle se différencie par doublement du nombre de chromosomes.

## Écologie
Viola calaminaria est une espèce endémique d'Europe, trouvée de l’est de la Belgique (région de Liège) à la région d’Aix-la-Chapelle et de Stolberg en Allemagne.

### Habitat
C’est une espèce métallophyte, présente uniquement dans des sols toxiques car riches en zinc (pelouses et prairies). Outre le zinc, elle est également tolérante aux fortes concentrations de plomb et cadmium.
Le pH de ces sols est relativement neutre (entre 6 et 7 unités de pH), c’est donc une espèce neutrophile.
Il existe une relative xéricité et pauvreté en nutriments du sol (en particulier en azote et phosphore assimilable).

### Symbiose
Les racines colonisent le sol par des mycorhizes qui réduisent la toxicité métallique (apport d’une résistance aux métaux lourds). Mais ce n’est pas le seul facteur permettant la croissance de la pensée dans les sites calaminaires.

### Type de transport des graines
La reproduction végétative est peu importante.
La reproduction sexuée se fait par les insectes pollinisateurs. Il s’agit d’une reproduction principalement allogame et plus rarement autogame.
En raison d'un faible transport des graines, les populations de V. calaminaria se répartissent sur une faible échelle spatiale.

### Herbivores
Plusieurs espèces de papillons de jour se développent sur la pensée calaminaire. On pourra citer les espèces Issoria lathonia et Clossiana selene, dont les chenilles se nourrissent des feuilles de la plante,.

### Impact de l'homme
La réduction de la superficie des haldes calaminaires, due principalement à l’urbanisation, menace les populations de Viola calaminaria et autres espèces endémiques de ces sites.

### Utilisation
Des études ont été effectuées afin d’observer les propriétés de phytoremédiation de la plante, c’est-à-dire sa capacité de dépolluer les sols. Elle pourrait être utile pour la phytoextraction, par son aptitude à absorber les métaux lourds, en particulier le zinc,.